# Storževke
Storževke (znanstveno ime Strobilurus) so rod gliv iz družine širokolistark (Physalacriaceae).

## Seznam storževk Slovenije[2]
- smrekova storževka (Strobilurus esculentus)
- ovenčana storževka (Strobilurus stephanocystis)
- grenka storževka (Strobilurus tenacellus)